# Ґосьневиці (гміна Варка)
Ґосьневиці (пол. Gośniewice) — село в Польщі, у гміні Варка Груєцького повіту Мазовецького воєводства.
Населення — 216 осіб (2011).
У 1975—1998 роках село належало до Радомського воєводства.

## Демографія
Демографічна структура станом на 31 березня 2011 року:
|          | Загалом | Допрацездатний вік | Працездатний вік | Постпрацездатний вік |
| -------- | ------- | ------------------ | ---------------- | -------------------- |
| Чоловіки | 110     | 23                 | 73               | 14                   |
| Жінки    | 106     | 26                 | 54               | 26                   |
| Разом    | 216     | 49                 | 127              | 40                   |